# DANA
DANA (Dělo Automobilní Nabíjené Automaticky) je 152 mm samohodna haubica razvijena u bivšoj Čehoslovačkoj. Napravljena je kao alternativa za sovjetsku haubicu 2S3 Akatsiya. Za razliku od mnogih drugih samohodnih haubica, DANA je bazirana na kotačnom vozilu. Proizvodnja DANA haubica započela je 1981. godine i trajala do 1994. s više od 750 dovršenih primjeraka. Trenutno je u službi u Češkoj, Slovačkoj, Poljskoj i Libiji. 
DANA je naoružana sa 152 mm topom/haubicom koja je montirana u kupolu. Ispaljuje svu standardnu sovjetsku municiju za 152 mm top. DANA ima borbeni komplet od 60 granata, a top ima automatski punjač. Autopunjač koji je ugrađen je bio jedinstven u vrijeme kada je proizveden. Omogućavao je da se top puni bez obzira na položaj topa. Kao sekundarno naoružanje služi 12,7 mm strojnica montirana na krov.
Osnova sustava čini kamion u konfiguraciji 8x8. Velika većina dijelova je uzeta s Tatra T815 Koloss kamiona. Vozilo pokreće Tatra 2-939-34 dizelski motor koji proizvodi 345 KS.